# 윌리엄 크램프 앤 선즈

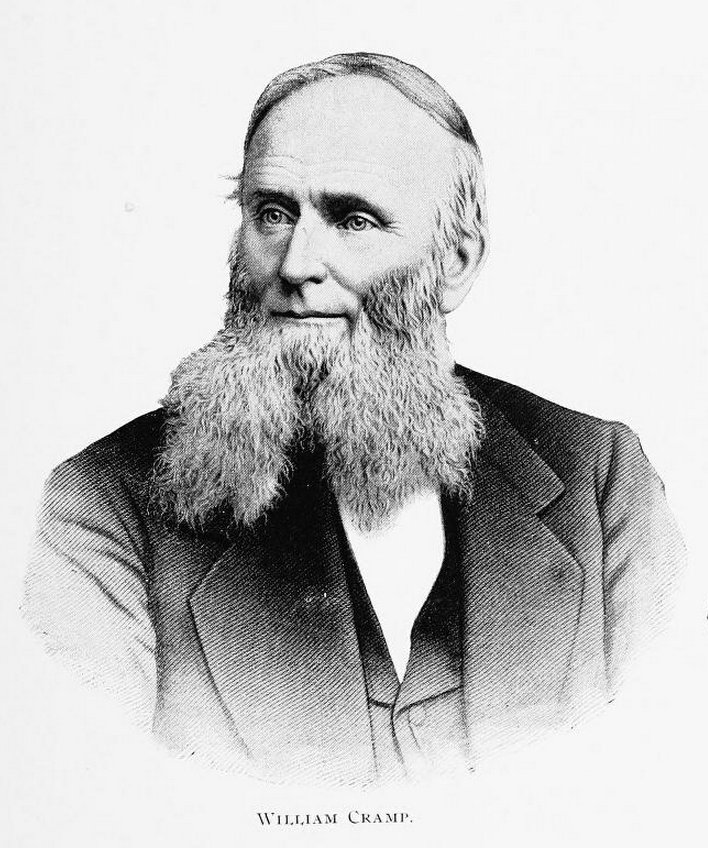
창업자 윌리엄 크램프

윌리엄 크램프 앤 선즈(William Cramp & Sons Shipbuilding Company, 1825년 - 1947년)는 미국의 조선 회사이다. 1825년에 윌리엄 크램프에 의해 설립되었으며, 19세기 미국의 주요 조선소였다. 아메리칸 쉽 앤 커머스 사(American Ship & Commerce Corporation)가 1919년에 조선소를 인수했지만, 1923년 해군력 제한 조약에 따라 미국 해군에서의 수주가 감소하면서 1927년에 폐쇄되었다. 1940년에 해군 순양함과 잠수함을 건조하기 위해 2,200만 달러를 지출하여 조선소를 재개했다. 주요 함정에 바라오급 잠수함 등이 있다. 그러나 크램프 사의 바라오급 잠수함은 회사의 기술력 부족 때문인지 공사 기간을 연장시킨 경우가 많았으며, 일부 함은 불량도 발생했다. 크램프 조선소는 1947년에 폐쇄되었고, 델라웨어강에 위치해 있는 이 조선소 부지는 공업 단지가 되었다.

## 주요 건조 선박
- 인디애나 (USS Indiana, BB-1) : 미국 해군의 전함으로 1893년 2월 28일에 진수.
- 바략 (Варяг) : 러시아 제국 해군의 방호순양함으로 1899년 10월 31일에 진수.
- 오클라호마시티 (USS Oklahoma City, CL-91) : 1942년 12월 8일에 착공된 클리블랜드급 경순양함. 1943년 4월 22일에 둘리틀 공습 때 파일럿이 일본군에 의해 처형되었다는 소식을 듣고, 오클라호마주 시민들은 분개했다. 이날 전시 공채의 판매소가 설치되어 순양함 건조를 위해 4,000만 달러의 매출을 목표로 정해졌다. 오클라호마에서 오클라호마시티에 판매소가 설치되어 판매소가 그날 밤 닫을 때까지 500만 달러가 판매된 최대 매출 기록했다. CL-91는 오클라호마시티로 명명되었다.
- 갤버스턴 (USS Galveston, CLG-3) : 크램프 조선소에서 건조된 마지막 잠수함으로 1945년 4월 22일에 진수.

## 같이 보기
- 델라웨어강
- 필라델피아 해군 조선소